# Cantón de Gignac
El cantón de Gignac  es una división administrativa francesa, situada en el departamento del Hérault y la región Languedoc-Rosellón.

## Composición
El cantón de Gignac  agrupa veintiuna comunas:
- Arboras
- Aumelas
- Bélarga
- Campagnan
- Gignac
- Jonquières
- Lagamas
- Le Pouget
- Montpeyroux
- Plaissan
- Popian
- Pouzols
- Puilacher
- Saint-André-de-Sangonis
- Saint-Bauzille-de-la-Sylve
- Saint-Guiraud
- Saint-Jean-de-Fos
- Saint-Pargoire
- Saint-Saturnin-de-Lucian
- Tressan
- Vendémian

|  |  |  |